# Schistophleps minor
Schistophleps minor là một loài bướm đêm thuộc phân họ Arctiinae, họ Erebidae.